# Costanza d’Avalos Piccolomini
Costanza d'Avalos Piccolomini (XVI wiek) – księżna Amalfi, poetka włoska okresu renesansu, córka Iniga, brata Costanzy di Francavilla i Laury Sanseverino, kuzynka Vittorii Colonny. Zmarła w klasztorze około 1575 roku.